# Campionato italiano maschile di pallanuoto 1925
Il campionato italiano 1925 è stata la 9ª edizione della massima serie, ed allora unica, del campionato italiano maschile di pallanuoto. Le squadre partecipanti affrontarono inizialmente una fase a gironi, per poi disputare la finale a Napoli il 7 settembre 1925.
A trionfare fu l'Andrea Doria di Genova che si impose ai supplementari sulla 138ª Legione di Napoli. Il quotidiano partenopeo Il Mezzogiorno si lamentò dell'arbitraggio del genovese Gian Carlo Massola, accusandolo di aver favorito la vittoria della squadra della sua città, e criticò la federazione per l'inopportuna designazione (a suo dire avrebbe dovuto scegliere un arbitro né di Genova né di Napoli per dare maggiori garanzie di imparzialità). Guido Salvati, lo scalmanato che aggredì l'arbitro, in una lettera al Mezzogiorno, gridò al complotto facendo notare che la Lega Arbitri, che effettuava le designazioni, era presieduta dallo stesso presidente doriano.
I tempi regolamentari si conclusero a reti inviolate, ma nei tempi supplementari i doriani si portarono in vantaggio approfittando di un malore accusato dal partenopeo Del Giudice che pure aveva chiesto l'interruzione un istante prima di sprofondare in acqua. L'arbitro lasciò proseguire permettendo ai doriani di approfittarne per segnare. La mancata interruzione del gioco e la convalida della rete destò molte proteste e uno scalmanato del pubblico si infuriò al punto da aggredire l'arbitro facendolo precipitare in acqua. La partita riprese ma in un'atmosfera di nervosismo, tra proteste, falli, espulsioni e intemperanze del pubblico. Nel secondo tempo supplementare la Doria raddoppiò e si impose così per 2-0.

## Finale
|              | Risultato |              |
| ------------ | --------- | ------------ |
| Andrea Doria | 2-0 dts   | 138ª Legione |

## Verdetti
- Andrea Doria Campione d'Italia 1925